# كأس الأمير 1966–67
أقيمت قرعة كأس الأمير في موسم 1966/1967 على الشكل التالي :

## الدور التمهيدي
- نادي اليرموك (2) × نادي الفحيحيل (1)
- نادي كاظمة (1) × نادي التضامن الكويتي (0)
- نادي الكويت (7) × نادي الشباب الكويتي (0)

## الدور الربع نهائي
- نادي القادسية الكويتي (3) × نادي النصر الكويتي (0)
- نادي العربي الكويتي (1) × نادي اليرموك (0)
- نادي كاظمة (1) × نادي السالمية (0)
- نادي الكويت (7) × نادي خيطان (0)

## الدور قبل النهائي
- نادي العربي الكويتي (4) × نادي كاظمة (0)
- نادي القادسية الكويتي (2) × نادي الكويت (1)

## النهائي
- نادي القادسية الكويتي (4) × نادي العربي الكويتي (2)

سجل أهداف القادسية :
- عثمان العصيمي (هدفين)
- فاروق إبراهيم
- آدم الحاج

سجل أهداف العربي :
- حسن عبد الله
- عبد الرحمن الدولة

## مقتطفات من البطولة
- اشترك في البطولة 11 فريق.
- بلغ عدد أهداف البطولة 36 هدف في 10 مباريات.
- أكثر الفرق تسجيلا هو نادي الكويت ب15 هدف.
- كان هذا هو بداية ظهور النجم فاروق إبراهيم.
- هدافين البطولة هم : آدم الحاج من نادي القادسية الكويتي وعبد الرحمن الدولة من نادي العربي الكويتي وصديق من نادي الكويت.